# James Deen

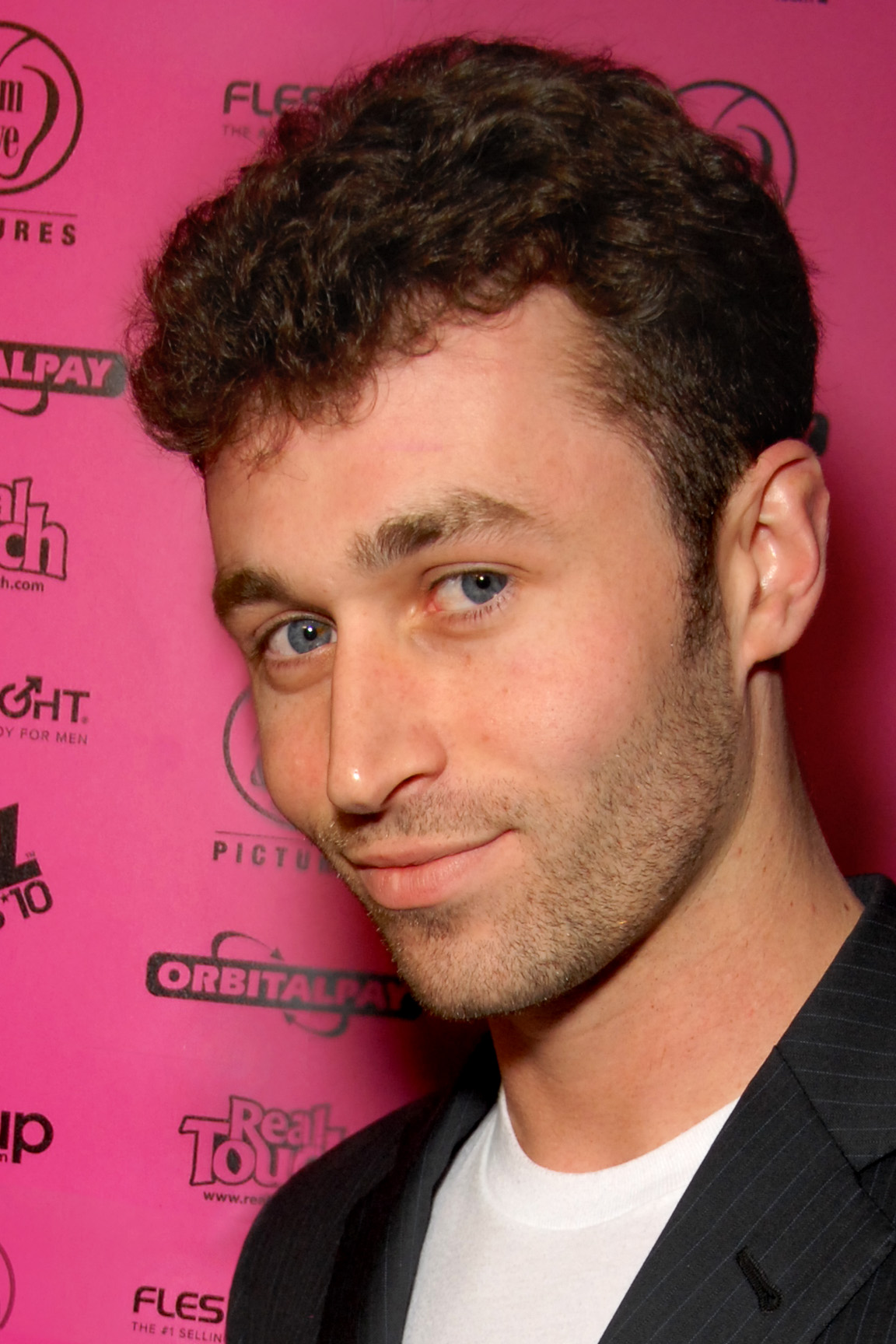
James Deen bei der Verleihung der XBIZ Awards 2010 in Hollywood

James Deen (* 7. Februar 1986 in Pasadena, Kalifornien als Bryan Matthew Sevilla) ist ein amerikanischer Pornodarsteller. 

## Leben
Deen ist im kalifornischen Pasadena in einer jüdischen Familie der gehobenen Mittelschicht als Sohn eines NASA-Raketenforschers und einer Informatik-Ingenieurin aufgewachsen. Seine Karriere als Pornodarsteller begann er 2004 als Achtzehnjähriger mit dem Film Art School Sluts. Zunächst spielte er vor allem Rollen im einzigen Segment der heterosexuellen Pornoindustrie, das für Männer in diesem Alter Verwendung hat: die so genannten MILF-Filme, in denen reifere Frauen mit zumeist jüngeren Partnern verkehren. 2005 traf er auf den Produzenten Chico Hwang, der ihm bis zu dessen Drogentod 2007 als Mentor zur Seite stand und ihm zum Durchbruch verhalf. Bis heute hat Deen in über 1000 Hardcore-Produktionen mitgewirkt. 2009 sowie 2013 wurde er als bester männlicher Darsteller mit einem AVN Award ausgezeichnet, dem wichtigsten Preis der Branche. In der gleichen Kategorie wurde er auch 2010 vom Branchenmagazin XBIZ ausgezeichnet. Außerdem war er 66 mal für AVN- beziehungsweise XBIZ-Awards nominiert und gewann diverse andere Preise der Pornobranche wie beispielsweise XRCO Awards.
Wie Amanda Hess in ihrem Profil für das Magazin Good anmerkt, hat Deen sich dadurch eine Nische in der Pornoindustrie geschaffen, dass er so aussieht, als gehöre er dort nicht hin. Im Jahr 2013 übernahm er eine tragende Rolle in dem Film The Canyons, einer Produktion außerhalb der Pornoindustrie.
Am 28. November 2015 bezichtigte ihn seine Ex-Freundin Stoya, die ebenfalls als Pornodarstellerin tätig ist, via Twitter der Vergewaltigung, zwei Tage darauf machten mit Ashley Fires und Tori Lux zwei Kolleginnen ähnliche Vorwürfe öffentlich. Insgesamt bezichtigten ihn neun Frauen, darunter auch Amber Rayne, dieser Verbrechen. Deen bestreitet die Vorwürfe. Mehrere mit Deen über lange Jahre verbundene Studios kündigten ihm daraufhin jede weitere Zusammenarbeit auf oder nahmen Filme, in denen er mitgewirkt hat, aus dem Vertrieb. Nach den Vergewaltigungsvorwürfen ist Deen besser im Geschäft als zuvor.

## Filmografie (Auswahl)
- 2009: 30 Rock: A XXX Parody
- 2009: Seinfeld: A XXX Parody
- 2011: Elvis XXX – A Porn Parody
- 2012: Family Guy: The XXX Parody
- 2013: Wanderlust
- 2014: Game of Bones

## Auszeichnungen

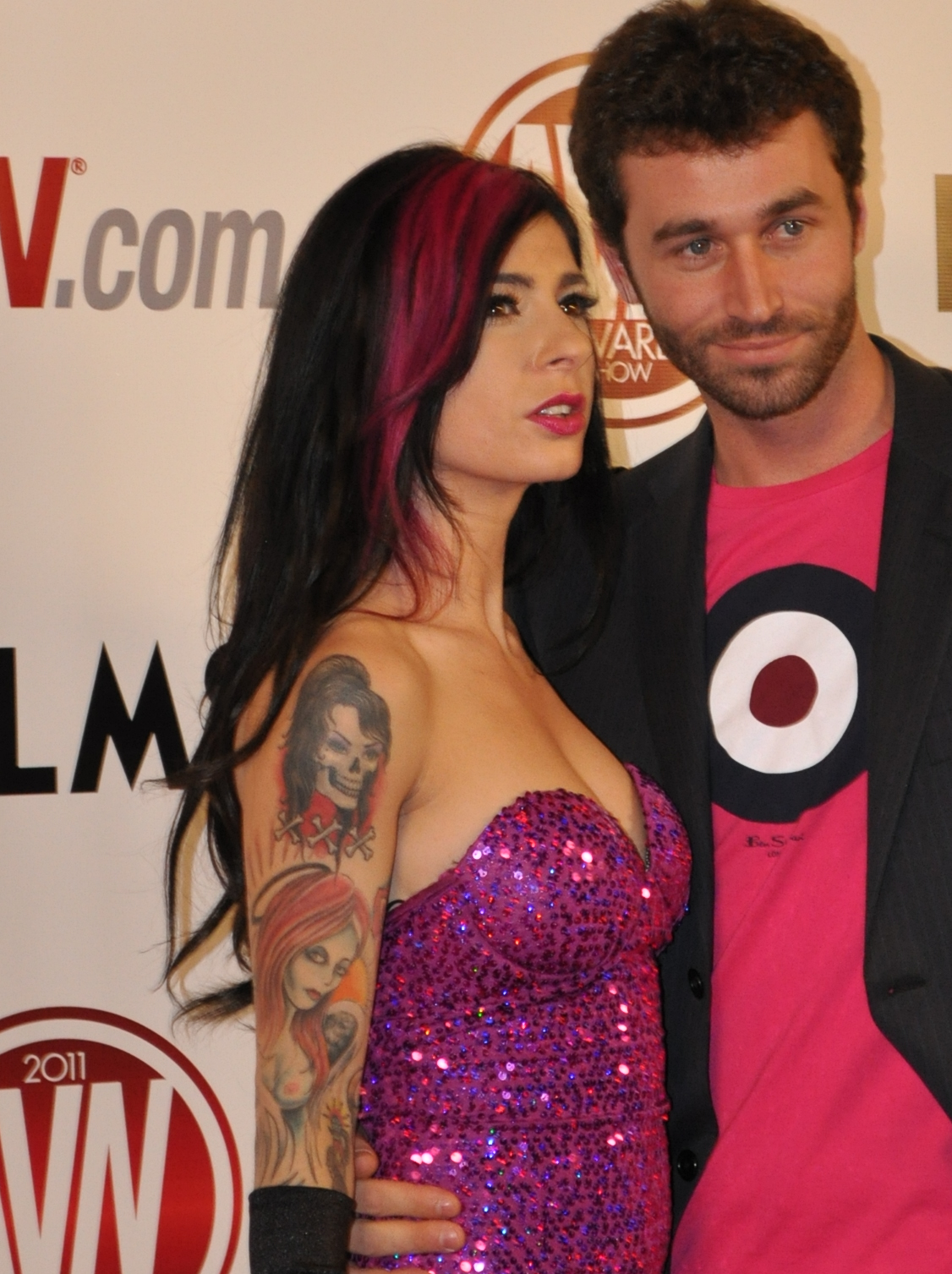
Deen mit Joanna Angel bei den AVN Awards 2011

- 2008: XRCO Award in den Kategorien Unsung Swordsman und Best On-Screen Chemistry (mit Joanna Angel)
- 2009: AVN Award – Male Performer of the Year; XBIZ Award – Male Performer of the Year[8]
- 2010: XBIZ Award – Male Performer of the Year
- 2013: AVN Award – Male Performer of the Year[9]
- 2014: XRCO Award – Mainstream Adult Media Favourite[10]
- 2014: TLA RAW Award als Best male performer[11]
- 2014: TLA RAW Award in der Kategorie Best Twitter / Tubler[11]
- 2015: AVN Award in der Kategorie Most Outrageous Sex Scene (mit Adriana Chechik, Erik Everhard und Mick Blue in Two’s Company, Three’s a Crowd aus Gangbang Me)[12]
- 2016: AVN Award für Best Group Sex Scene in „Gangbang Me 2“ (mit Keisha Grey, Mick Blue, Jon Jon, John Strong & Erik Everhard)[13]